# Combretum collinum
Combretum collinum är en tvåhjärtbladig växtart. Combretum collinum ingår i släktet Combretum och familjen Combretaceae.

## Underarter
Arten delas in i följande underarter:
- C. c. binderianum
- C. c. collinum
- C. c. elgonense
- C. c. gazense
- C. c. geitonophyllum
- C. c. hypopilinum
- C. c. kwangense
- C. c. ondongense
- C. c. suluense
- C. c. taborense

## Bildgalleri

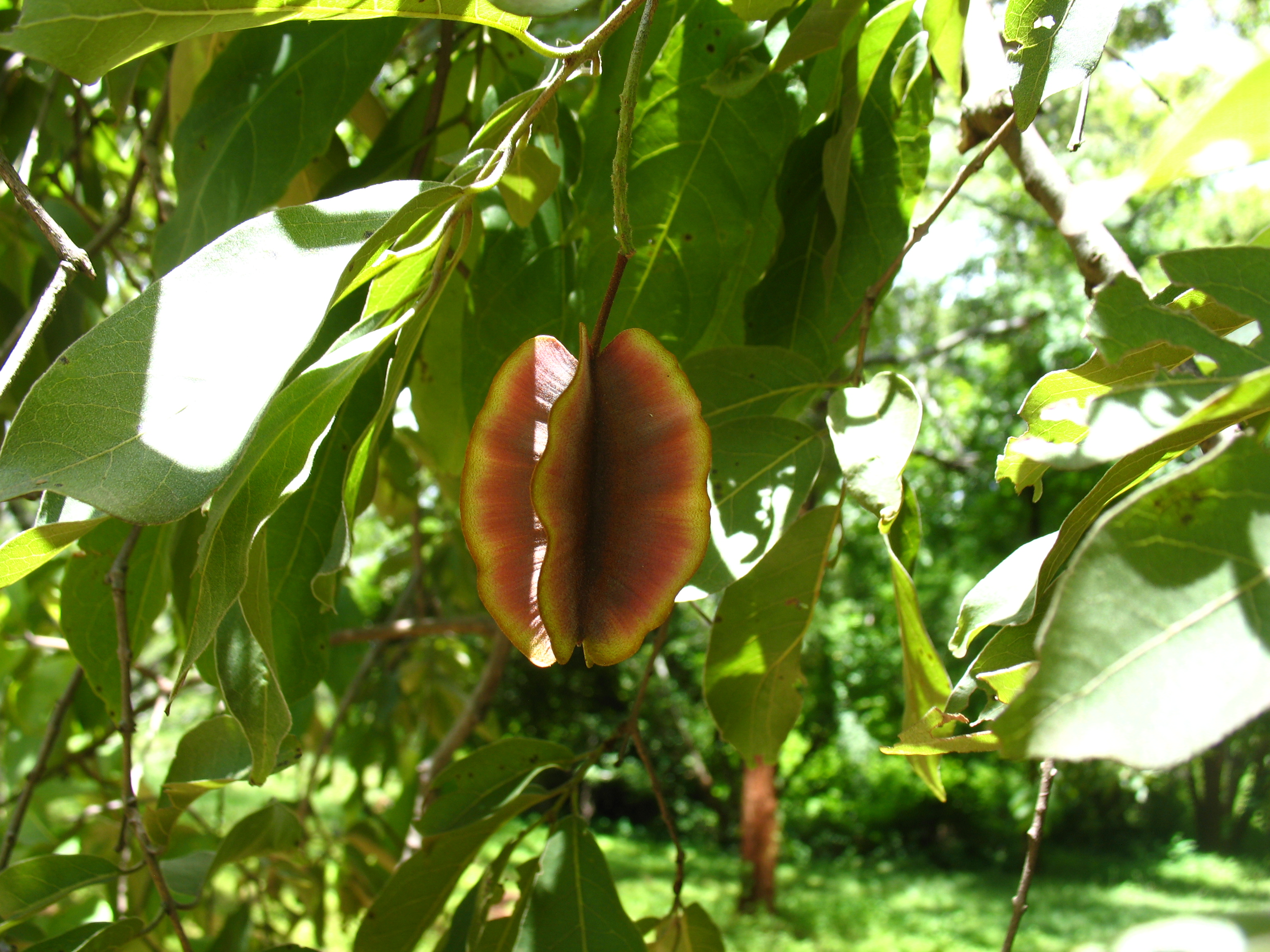
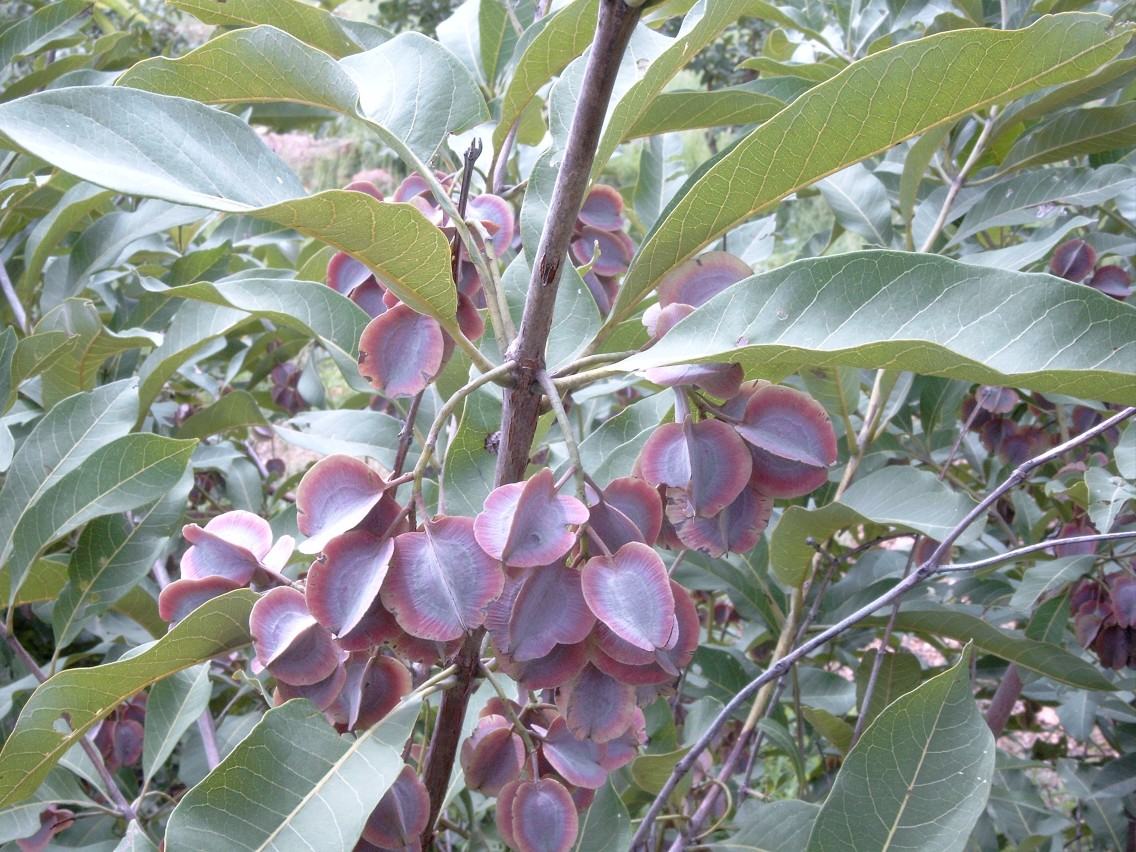